# Silberg (Dautphetal)
Silberg (mundartlich Sillverich oder Sillberch) ist ein Dorf im Hessischen Hinterland und als solches ein Ortsteil der Großgemeinde Dautphetal im mittelhessischen Landkreis Marburg-Biedenkopf.

## Geographie
Silberg liegt im Westen des Landkreises Marburg-Biedenkopf auf ca. 330–370 m ü. NN in den Ausläufern des Rheinischen Schiefergebirges. Die Stadt Biedenkopf ist etwa 7,8 km entfernt und Dautphe etwa 2,3 km.
Silberg liegt im Naturraum Breidenbacher Grund, der sich im Norden des Gladenbacher Berglandes befindet, am Schwindelbach, der über den Fortbach nach Osten und damit von links in die Dautphe entwässert. Nördlich schließt sich das große Waldgebiet um den Schwarzenberg an.

## Geschichte

### Von den Anfängen bis zur Gebietsreform in Hessen
Die älteste bekannte schriftliche Erwähnung von Silberg erfolgte unter dem Namen Sulberg im Jahr 1339 in einem Nassau-Dillenburger Mannbbuch.
Der Ort gehörte, als Teil des Gerichts Dautphe im Amt Biedenkopf, bis 1567 zur Landgrafschaft Hessen, von 1567 bis 1604 zu Hessen-Marburg. Die Herren von Hohenfels waren Lehnsinhaber in der Region. Von 1604 bis 1627 war die Vorherrschaft über das Amt Biedenkopf zwischen der Landgrafschaft Hessen-Kassel und der Landgrafschaft Hessen-Darmstadt strittig, von 1627 bis 1806 gehörte das Amt Biedenkopf bzw. Silberg zur Landgrafschaft Hessen-Darmstadt bzw. nach 1806 zum Großherzogtum Hessen und ab 1866 zur preußischen Provinz Hessen-Nassau.
Die Statistisch-topographisch-historische Beschreibung des Großherzogthums Hessen berichtet 1830 über Silberg:

„Silberg (L. Bez. Gladenbach) evangel. Filialderf; liegt 2 3⁄4 St. von Gladenbach, hat 33 Häuser und 192 Einwohner, die alle evangelisch sind. Hier ist auf dem Schwarzenstein ein Kupferbergwerk, die Ludwigsgrube genannt, das auf Staatskosten betrieben wird, aber jetzo in Zubuße stehet und namentlich im Jahr 1827 einen Verlust von 2153 fl. brachte. Dieses Werk, das fast ausgebaut ist, liefert edle Kupferkiese und Buntkupfererze, die sobald einige hundert Centner beisammen sind, in der Kupferhütte zu Breidenbach geschmolzen werden. Diese Ludwigsgrube war lange Zeit der Hauptgegenstand des Bergbaus der Breidenbacher Gewerkschaft. Im Jahr 1731 wurde in der Gegend nach Stahlstein geschürft. Der frühere Namen war Sulberg.“

Seit der hessischen Gebietsreform 1974 ist Silberg Teil der Großgemeinde Dautphetal im seitdem bestehenden Landkreis Marburg-Biedenkopf in Hessen. Silberg war stets von der Landwirtschaft geprägt, aber Bergbau wurde auch im Dorf betrieben. Der Bergbau ist seit 1562 im Dorf belegt und der Kupfererzbergbau gewann vor allem von 1730 bis 1820 an Bedeutung. In diesem Zeitraum durchlief Silberg einen wirtschaftlichen Aufschwung.

### Gebietsreform
Zum 1. Juli 1974 wurde die bis dahin selbständige Gemeinde Silberg im Zuge der Gebietsreform in Hessen mit 11 weiteren Gemeinden kraft Landesgesetz zur neuen Großgemeinde Dautphetal zusammengeschlossen. Sitz der Gemeindeverwaltung wurde der Ortsteil Dautphe. Für alle ehemals eigenständigen Gemeinden von Dautphetal wurden Ortsbezirke mit Ortsbeirat und Ortsvorsteher nach der Hessischen Gemeindeordnungeingerichtet.

### Territorialgeschichte und Verwaltung im Überblick
Die folgende Liste zeigt im Überblick die Territorien, in denen Silberg lag, bzw. die Verwaltungseinheiten, denen es unterstand:
- vor 1567: Heiliges Römisches Reich, Landgrafschaft Hessen, Amt Biedenkopf, Gericht Dautphe
- ab 1567: Heiliges Römisches Reich, Landgrafschaft Hessen-Marburg, Amt Biedenkopf, Gericht Dautphe[9]
- 1604–1648: strittig zwischen Hessen-Kassel und Landgrafschaft Hessen-Darmstadt (Hessenkrieg)
- ab 1604: Heiliges Römisches Reich, Landgrafschaft Hessen-Kassel, Amt Biedenkopf, Gericht Dautphe
- ab 1627: Heiliges Römisches Reich, Landgrafschaft Hessen-Darmstadt, Oberfürstentum Hessen, Amt Biedenkopf, Gericht Dautphe[10][11]
- ab 1806: Großherzogtum Hessen, Oberfürstentum Hessen, Amt Biedenkopf[12]
- ab 1815: Großherzogtum Hessen, Provinz Oberhessen, Amt Biedenkopf[13]
- ab 1821: Großherzogtum Hessen, Provinz Oberhessen, Landratsbezirk Gladenbach (Trennung von Justiz (Landgericht Gladenbach) und Verwaltung)
- ab 1832: Großherzogtum Hessen, Provinz Oberhessen, Kreis Biedenkopf
- ab 1848: Großherzogtum Hessen, Regierungsbezirk Biedenkopf
- ab 1852: Großherzogtum Hessen, Provinz Oberhessen, Kreis Biedenkopf
- ab 1867: Norddeutscher Bund, Königreich Preußen, Provinz Hessen-Nassau,  Regierungsbezirk Wiesbaden, Kreis Biedenkopf (übergangsweise Hinterlandkreis)[11]
- ab 1871: Deutsches Reich, Königreich Preußen, Provinz Hessen-Nassau, Regierungsbezirk Wiesbaden, Kreis Biedenkopf
- ab 1918: Deutsches Reich, Freistaat Preußen, Provinz Hessen-Nassau, Regierungsbezirk Wiesbaden, Kreis Biedenkopf
- ab 1932: Deutsches Reich, Freistaat Preußen, Provinz Hessen-Nassau, Regierungsbezirk Wiesbaden, Kreis Dillenburg
- ab 1933: Deutsches Reich, Freistaat Preußen, Provinz Hessen-Nassau, Regierungsbezirk Wiesbaden, Kreis Biedenkopf
- ab 1944: Deutsches Reich, Freistaat Preußen, Provinz Nassau, Landkreis Biedenkopf
- ab 1945: Deutsches Reich, Amerikanische Besatzungszone, Groß-Hessen, Regierungsbezirk Wiesbaden, Landkreis Biedenkopf
- ab 1949: Deutsches Reich, Bundesrepublik Deutschland, Hessen (seit 1946), Regierungsbezirk Wiesbaden, Landkreis Biedenkopf
- ab 1968: Bundesrepublik Deutschland, Hessen, Regierungsbezirk Darmstadt, Landkreis Biedenkopf
- ab 1974: Bundesrepublik Deutschland, Hessen, Regierungsbezirk Kassel, Landkreis Marburg-Biedenkopf, Gemeinde Dautphetal
- ab 1981: Bundesrepublik Deutschland, Hessen, Regierungsbezirk Gießen, Landkreis Marburg-Biedenkopf, Gemeinde Dautphetal

### Einwohnerentwicklung

#### Einwohnerstruktur
Nach den Erhebungen des Zensus 2011 lebten am Stichtag dem 9. Mai 2011 in Silberg 450 Einwohner, darunter 6 Ausländer (1,3 %).
Nach dem Lebensalter waren 90 Einwohner unter 18 Jahren, 181 zwischen 18 und 49, 72 zwischen 50 und 64 und 99 Einwohner älter.
Die Einwohner lebten in 168 Haushalten. Davon waren 36 Singlehaushalte, 48 Paare ohne Kinder und 66 Paare mit Kindern, sowie 15 Alleinerziehende und 6 Wohngemeinschaften. In 36 Haushalten lebten ausschließlich Senioren, während in 99 Haushaltungen nur Menschen unter 65 wohnten.

#### Einwohnerzahlen
| Quelle: Historisches Ortslexikon |                                                                            |
| • 1577:                          | 011 Hausgesesse                                                            |
| • 1630:                          | 012 Hausgesesse (8 zweispännige, l einspännige Ackerleute, 2 Einläuftige). |
| • 1677:                          | 012 Hausgründe, 3 ledige Personen.                                         |
| • 1742:                          | 028 Haushalte                                                              |
| • 1791:                          | 115 Einwohner                                                              |
| • 1800:                          | 156 Einwohner                                                              |
| • 1806:                          | 163 Einwohner, 24 Häuser                                                   |
| • 1829:                          | 192 Einwohner, 33 Häuser                                                   |

| Silberg: Einwohnerzahlen von 1791 bis 2018 | Silberg: Einwohnerzahlen von 1791 bis 2018 | Silberg: Einwohnerzahlen von 1791 bis 2018 | Silberg: Einwohnerzahlen von 1791 bis 2018 | Silberg: Einwohnerzahlen von 1791 bis 2018 |
| --- | ------------------------------------------ | ------------------------------------------ | ------------------------------------------ | ------------------------------------------ |
| Jahr |                                            |                                            |                                            | Einwohner                                  |
| 1791 | 1791                                       |                                            | 115                                        | 115                                        |
| 1800 | 1800                                       |                                            | 156                                        | 156                                        |
| 1806 | 1806                                       |                                            | 163                                        | 163                                        |
| 1829 | 1829                                       |                                            | 192                                        | 192                                        |
| 1834 | 1834                                       |                                            | 207                                        | 207                                        |
| 1840 | 1840                                       |                                            | 215                                        | 215                                        |
| 1846 | 1846                                       |                                            | 227                                        | 227                                        |
| 1852 | 1852                                       |                                            | 226                                        | 226                                        |
| 1858 | 1858                                       |                                            | 237                                        | 237                                        |
| 1864 | 1864                                       |                                            | 209                                        | 209                                        |
| 1871 | 1871                                       |                                            | 208                                        | 208                                        |
| 1875 | 1875                                       |                                            | 260                                        | 260                                        |
| 1885 | 1885                                       |                                            | 236                                        | 236                                        |
| 1895 | 1895                                       |                                            | 243                                        | 243                                        |
| 1905 | 1905                                       |                                            | 278                                        | 278                                        |
| 1910 | 1910                                       |                                            | 292                                        | 292                                        |
| 1925 | 1925                                       |                                            | 324                                        | 324                                        |
| 1939 | 1939                                       |                                            | 321                                        | 321                                        |
| 1946 | 1946                                       |                                            | 477                                        | 477                                        |
| 1950 | 1950                                       |                                            | 443                                        | 443                                        |
| 1956 | 1956                                       |                                            | 408                                        | 408                                        |
| 1961 | 1961                                       |                                            | 380                                        | 380                                        |
| 1967 | 1967                                       |                                            | 388                                        | 388                                        |
| 1980 | 1980                                       |                                            | ?                                          | ?                                          |
| 1990 | 1990                                       |                                            | ?                                          | ?                                          |
| 2000 | 2000                                       |                                            | ?                                          | ?                                          |
| 2011 | 2011                                       |                                            | 450                                        | 450                                        |
| 2016 | 2016                                       |                                            | 457                                        | 457                                        |
| 2018 | 2018                                       |                                            | 433                                        | 433                                        |
| Datenquelle: Historisches Gemeindeverzeichnis für Hessen: Die Bevölkerung der Gemeinden 1834 bis 1967. Wiesbaden: Hessisches Statistisches Landesamt, 1968. Weitere Quellen: LAGIS; nach 1970: Gemeinde Dautphetal (webarchiv); Zensus 2011 |                                            |                                            |                                            |                                            |

#### Religionszugehörigkeit
| Quelle: Historisches Ortslexikon | |
| • 1826:                          | 192 evangelische (= 100 %) Einwohner                                                                        |
| • 1885:                          | 231 evangelische (= 97,88 %), keine katholischen, 5 anderes konfessionelle christliche (= 2,12 %) Einwohner |
| • 1961:                          | 316 evangelische (= 83,16 %), 59 römisch-katholische (= 15,53 %) Einwohner                                  |

#### Erwerbstätigkeit
| Quelle: Historisches Ortslexikon | |
| • 1867:                          | Erwerbspersonen: 62 Landwirtschaft, l Erziehung und Unterricht.                                                                      |
| • 1961:                          | Erwerbspersonen: 108 Land- und Forstwirtschaft, 101 produzierendes Gewerbe, 16 Handel und Verkehr, 8 Dienstleistungen und sonstiges. |

## Politik

### Ortsbeirat
Der Ortsvorsteher von Silberg ist zurzeit Harald Velte.

### Wappen und Flagge
Am 26. August 1956 genehmigte der Hessische Minister des Innern das Wappen mit folgender Beschreibung:
| Wappen von Silberg | Blasonierung: „In Silber aus einem grünen, mit einem silbernen Kleeblatt belegten Dreiberg wachsend ein offenes rotes Flügelpaar.“ |
| Wappen von Silberg | Wappenbegründung: Das Wappen vereinigt drei Elemente in sich. Ein rotes Flügelpaar weist auf das Wappen der Herren von Hohenfels hin. Mit dem Flügelpaar ist ein Dreiberg verbunden, der als redendes Element die Silbe „-berg“ des Ortsnamens darstellt. Der grüne Dreiberg ist mit einem silbernen Kleeblatt belegt. |

Die anlässlich der 675-Jahr-Feier entstandene, nichtamtliche Dorfflagge ist zweigeteilt von Rot und Weiß; das Wappen ist in der Mitte aufgelegt.

## Freizeit und Erholung
- Radwander- und Wandermöglichkeiten
- Freibäder in umliegenden Orten